# Pravidlo venkovních gólů
Pravidlo venkovních gólů, přesněji Pravidlo o vyšším počtu branek vstřelených na hřišti soupeře, představuje ve fotbale doplňkové kritérium pro určení vítěze vyřazovacího dvojutkání dvou týmů, kdy každý z nich hostí jeden ze zápasů na svém domácím hřišti. Používalo se například v evropských pohárových soutěžích (Lize mistrů UEFA a Evropské lize UEFA), ale před sezónou 2021/2022 bylo zrušeno. Pravidlo určuje, že pokud oba týmy v součtu za oba zápasy vstřelily stejný počet gólů, postupuje ten, který vstřelil více gólů na hřišti soupeře. Pouze pokud oba týmy vstřelily stejný počet branek na hřišti soupeře (a oba zápasy tedy skončily stejným výsledkem), následuje na konci druhého zápasu prodloužení. V evropských pohárech se toto pravidlo aplikovalo i po prodloužení, pokud i to skončilo remízou. Na penaltový rozstřel tak došlo pouze v případě, že v prodloužení už žádný další gól nepadl.
Od pohárové sezóny 2021/2022 se v dvojutkáních, ve kterých je celkové skóre vyrovnané, už nehledí na počet branek vstřelených na hřišti soupeře a vždycky následuje prodloužení na konci odvetného zápasu. Pokud i to skončí remízou, o postupujícím do další fáze rozhodne penaltový rozstřel. Počet branek vstřelených na hřišti soupeře se od této sezóny už nepoužívá ani jako pomocné kritérium pro určování pořadí ve skupinové fázi, dojde-li k rovnosti bodů mezi dvěma nebo více týmy.
Pravidlo bylo zavedeno v roce 1965 a mělo motivovat hostující tým v prvním zápase více útočit a nespoléhat se až na domácí odvetu. Prezident UEFA Aleksander Čeferin ke zrušení tohoto pravidla uvedl, že pravidlo se míjelo účinkem a naopak odrazovalo domácí týmy – zejména v prvním zápase – od útočení, protože se bály obdržené branky, která by dala soupeři zásadní výhodu. Na pravidle se kritizovala i jeho nespravedlivost, obzvlášť v prodloužení, kdy pokud se hostujícímu týmu podařilo skórovat, domácí museli vstřelit dvě branky, aby nevypadli. Výkonný výbor UEFA se tak rozhodl toto pravidlo zrušit, a to i na základě statistik, které dokládají, že domácí prostředí už ve fotbale nepředstavuje tak významnou výhodu jako dřív.

## Příklady užití

### Příklad č. 1
Osmifinále Ligy mistrů UEFA 2006/07:
| 20. února 2007                            |       |                          |                                                                                       |
| Real Madrid                               | 3 – 2 | Bayern                   | Estadio Santiago Bernabéu, Madrid diváci: 80 000 rozhodčí: Frank De Bleeckere, Belgie |
| Raúl González 10', 28' van Nistelrooy 34' |       | Lúcio 23' van Bommel 88' | Estadio Santiago Bernabéu, Madrid diváci: 80 000 rozhodčí: Frank De Bleeckere, Belgie |

| 7. března 2007      |       |                           |                                                                                  |
| Bayern              | 2 – 1 | Real Madrid               | Fussball Arena München, Mnichov diváci: 66 000 rozhodčí: Ľuboš Micheľ, Slovensko |
| Makaay 1' Lúcio 66' |       | van Nistelrooy 83' (pen.) | Fussball Arena München, Mnichov diváci: 66 000 rozhodčí: Ľuboš Micheľ, Slovensko |

Celkové skóre dvojzápasu bylo 4:4. Do další fáze postoupil Bayern Mnichov, protože vstřelil dva góly na hřišti soupeře, zatímco Real Madrid vstřelil pouze jeden gól na hřišti soupeře.

### Příklad č. 2
Kvalifikace na Mistrovství Evropy ve fotbale 2000 - Baráž:
| 13. listopadu 1999 |       |                    |                                                                       |
| Irsko              | 1 – 1 | Turecko            | Lansdowne Road, Dublin diváci: 53 610 rozhodčí: Anders Frisk, Švédsko |
| Keane 79'          |       | Havutçu 83' (pen.) | Lansdowne Road, Dublin diváci: 53 610 rozhodčí: Anders Frisk, Švédsko |

| 17. listopadu 1999 |       |       |                                                                                 |
| Turecko            | 0 – 0 | Irsko | Bursa Atatürk Stadium, Bursa diváci: 21 000 rozhodčí: Gilles Veissière, Francie |
|                    |       |       | Bursa Atatürk Stadium, Bursa diváci: 21 000 rozhodčí: Gilles Veissière, Francie |

Oba zápasy skončily remízou, celkové skóre dvojzápasu bylo 1:1, Turecko postoupilo díky brance vstřelené na hřišti soupeře.

### Příklad č. 3
Kvalifikace na Mistrovství světa ve fotbale 2006 - mezikontinentální baráž:
| 12. listopadu 2005 |          |           |                                                                                 |
| Uruguay            | 1 – 0    | Austrálie | Estadio Centenario, Montevideo diváci: 55 000 rozhodčí: Claus Bo Larsen, Dánsko |
| Rodríguez 37'      | (Report) |           | Estadio Centenario, Montevideo diváci: 55 000 rozhodčí: Claus Bo Larsen, Dánsko |

| 16. listopadu 2005 |                   |         |                                                                                   |
| Austrálie          | 1 – 0 (po prodl.) | Uruguay | Telstra Stadium, Sydney diváci: 82 698 rozhodčí: Luis Medina Cantalejo, Španělsko |
| Bresciano 35'      | (Report)          |         | Telstra Stadium, Sydney diváci: 82 698 rozhodčí: Luis Medina Cantalejo, Španělsko |

|                                   |       | Penaltový rozstřel                   |  |
| Kewell Neill Vidmar Viduka Aloisi | 4 – 2 | Rodríguez Varela Estoyanoff Zalayeta |  |

Celkové skóre dvojzápasu bylo 1:1 a ani jeden z týmů nevstřelil žádnou branku na hřišti soupeře. Následovalo prodloužení, ve kterém žádný další gól nepadl. O postupu Austrálie tedy rozhodl až penaltový rozstřel.

### Příklad č. 4
3. předkolo Evropské ligy UEFA 2019/20:
| 8. srpna 2019  |       |                |                                                                           |
| Royal Antverpy | 1 – 0 | Viktoria Plzeň | King Baudouin Stadium, Brusel diváci: 18 350 rozhodčí: Jens Maae, Švédsko |
| Rodrigues 29'  |       |                | King Baudouin Stadium, Brusel diváci: 18 350 rozhodčí: Jens Maae, Švédsko |

| 15. srpna 2019    |                   |                |                                                                         |
| Viktoria Plzeň    | 2 – 1 (po prodl.) | Royal Antverpy | Stadion města Plzně, Plzeň diváci: 9 717 rozhodčí: Davide Massa, Itálie |
| Krmenčík 81', 97' |                   | Mbokani 113'   | Stadion města Plzně, Plzeň diváci: 9 717 rozhodčí: Davide Massa, Itálie |

Celkové skóre dvojzápasu bylo 1:1 a ani jeden z týmů nevstřelil žádný gól na hřišti soupeře. Následovalo prodloužení, ve kterém oba týmy jednou skórovaly. Po něm pravidlo znovu vstoupilo do hry a Antverpy postoupily díky brance vstřelené na hřišti soupeře.